# Saint-Martial (Ardèche)
Saint-Martial é uma comuna francesa na região administrativa de Auvérnia-Ródano-Alpes, no departamento de Ardèche. Estende-se por uma área de 36,18 km². Em 2010 a comuna tinha 263 habitantes (densidade: 7,3 hab./km²).